# Laughter (film)
Laughter er en amerikansk romantisk komediefilm fra 1930. Filmen blev instrueret af Harry d'Abbadie d'Arrast og havde Nancy Carroll, Fredric March and Frank Morgan i hovedrollerne.
Filmen blev nomineret til en Oscar for bedste historie.

## Eksterne Henvisninger
- Laughter på Internet Movie Database (engelsk)
- Laughter på MovieMeter (nederlandsk)
- Laughter på AllMovie (engelsk)
- Laughter hos American Film Institute (engelsk)
- Laughter på Turner Classic Movies (engelsk)
- Laughter på The Movie Database (engelsk)
- Laughter på Rotten Tomatoes (engelsk)
- Laughter på Filmaffinity (engelsk)